# Richard Brautigan

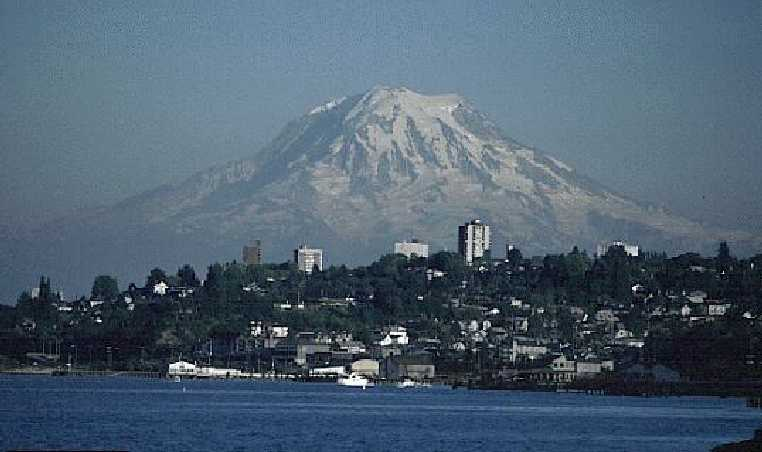
Tacoma i delstaten Washington var Richard Brautigans födelsestad.

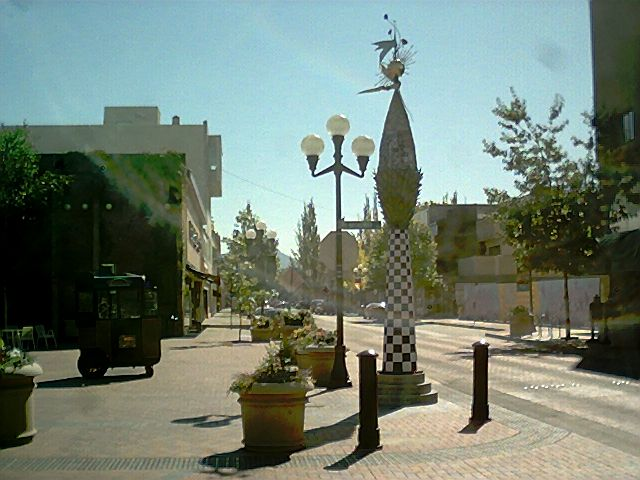
Broadway Avenue i Eugene i Oregon, staden Brautigan bodde i 1944-1955 och där hans första dikt publicerades i en skoltidning. Foto från 15 januari 2007.

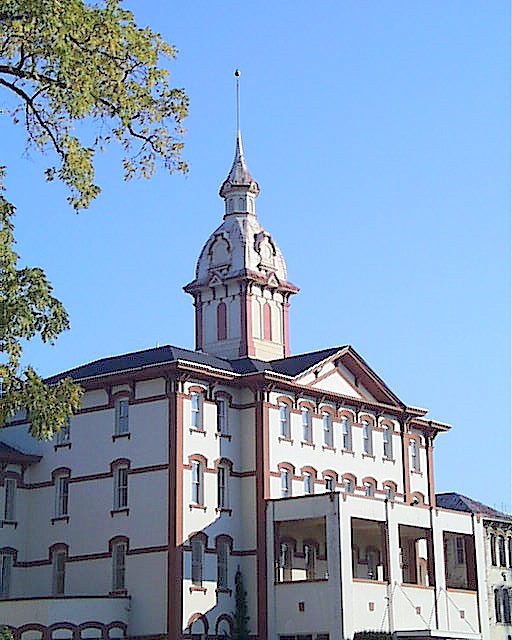
Oregon State Hospital där Brautigan var inskriven från december 1955 till februari 1956.

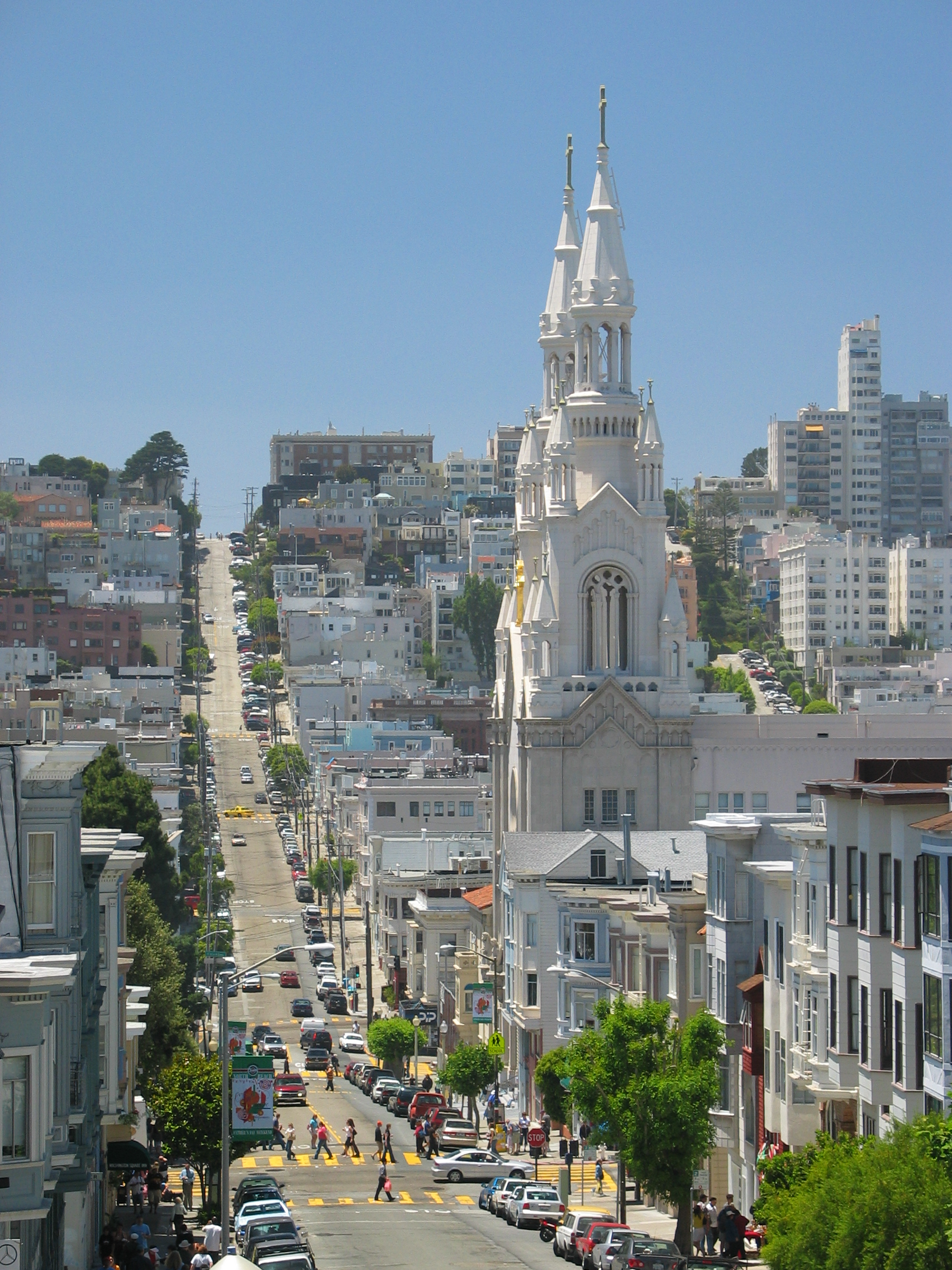
Filbert Street i North Beach, San Franciscos bohemstadsdel under 1960-talet. Här fanns ett kollektiv där Janice Meisner, en av Brautigans flickvänner, bodde.

Richard Gary Brautigan, född 30 januari 1935 i Tacoma i delstaten Washington, död 25 oktober 1984 i Bolinas i Kalifornien, var en amerikansk författare, mest känd för sin bästsäljare Trout Fishing in America (Öringfiske i Amerika) från 1967. Han förknippas med 1960-talets litterära underground-rörelse och hans böcker präglas av experimentlust och absurd humor.     

## Biografi

### Uppväxt
Richard Brautigan föddes i Tacoma i delstaten Washington. Föräldrarna var Bernard Frederick Brautigan, jr. (29 maj 1909 – 27 maj 1994), en fabriksarbetare och krigsveteran från andra världskriget och Lulu Mary ”Mary Lou” Keho (7 april 1911 –  24 september 2005), en servitris. Brautigan döptes i den romersk-katolska kyrkan och växte upp på USA:s västkust med sin mor, sina styvfäder och halvsyskon.
Brautigans far övergav Mary Lou åtta månader innan Brautigan föddes. Brautigan berättade att han bara träffat sin biologiska far två gånger, men efter Brautigans död hävdade Bernard Brautigan att han inte vetat om att Richard varit hans son.. I november 1938 ansökte Bernard Brautigan om skilsmässa från Mary Lou, och den gick igenom i januari 1940. 1938 flyttade Brautigans mor ihop med kocken Arthur Martin Titland. Mary Lou och Titland fick en dotter, Barbara Ann, 1 maj 1939. Brautigan berättade senare om ett mycket traumatiskt minne från när han var sex år: hans mor lämnade honom i ett motellrum med hans två år gamla syster och kom inte tillbaka på två dagar.
1942 lämnade Mary Lou Brautigan Titland för Robert Geoffrey Porterfield (1904–1969) som hon gifte sig med i januari 1943. Mary Lou och Porterfield fick en dotter, Sandra Jean, 1 april 1945. Mary Lou Brautigan uppgav för Brautigan att Porterfield var hans biologiska far, och Brautigan började använda ”Porterfield” som efternamn. Porterfield var alkoholist och misshandlade både Brautigan och hans mor, och modern misshandlade också själv Brautigan. Många av Brautigans barndomserfareheter fanns med i de berättelser och dikter som han skrev redan under tonåren och den sena romanen So the Wind Won't Blow It All Away bygger delvis på när Brautigan oavsiktligt sköt brodern till en nära vän i axeln och skadade honom lindrigt. 
Under sin barndom levde Brautigan mycket fattigt; han berättade som vuxen för sin dotter om hur familjen silade bort råttlort från sitt mjöl, och gjorde pannkakor på bara mjöl och vatten. Ibland gick de flera dagar utan mat. Familjen fick socialbidrag och flyttade mellan olika orter i nordvästra USA innan de slog sig ner i Eugene i Oregon 1944. Från 1946 till 1949 bodde Brautigan hos sin styvfar Robert Porterfield medan denne och Mary Lou låg i skilsmässa.
1950 gifte Mary Lou Portersfield om sig med William David Folston, en månad innan skilsmässan var klar. Mary Lou och Folston fick en son, William David Folston Jr. 19 december 1951. Folston var en våldsam alkoholist och misshandlade Brautigan och hans syster. 
I september 1949  började Brautigan på South Eugene High School där han spelade basket och skrev för skoltidningen. Här fick han sin första dikt  (The Light) publicerad i december 1952. Brautigan tog examen med goda betyg i juni 1953. Efter examen flyttade han in hos sin bäste vän Peter Webster vars mor Edna Webster (1915–2000) blev Brautigans fostermor. 
Enligt flera källor bodde Brautigan hos familjen Webster i omkring ett år, innan han reste till San Francisco för första gången i augusti 1954. Han kom dock tillbaka till Oregon flera gånger på grund av penningbrist.
I december 1955 arresterades Brautigan för att ha kastat en sten genom fönstret på en polisstation. Han fördes till Oregon State Hospital där han diagnosticerades som paranoid  schizofren och behandlades med elchocker. Den 19 februari 1956 blev Brautigan utskriven från sjukhuset och åkte tillbaka till Eugene, där han stannade i tre månader. Därefter återvände han till San Francisco där han skulle komma att bo större delen av sitt liv, med undantag för ett par perioder i Tokyo och Montana. I San Francisco försökte Brautigan etablera sig som författare. Han delade ut sin poesi på gatorna och läste upp den på poesiklubbar.

### Författarkarriär
Brautigans första publicerade bok var The Return of the Rivers (1958). Den bestod av en enda dikt, och följdes av två samlingar poesi: The Galilee Hitch-Hiker (1958) och Lay the Marble Tea (1959). Under 1960-talet blev Brautigan involverad i den spirande undergroundkulturen i San Francisco. Han framträdde som poet, samarbetade med teatergruppen The Diggers och skrev för Change, en underground-tidning grundad av Ron Loewinsohn. 
Sommaren 1961 campade Brautigan med fru och dotter i Stanley Basin i Idaho. Där avslutade han sina första romaner A Confederate General From Big Sur och Trout Fishing in America. A Confederate General from Big Sur var hans första publicerade roman och hade ingen vidare framgång. Men Trout Fishing in America, publicerad 1967, som berättar om ett fruktlöst sökande efter den ideala fiskeplatsen, gjorde succé och Brautigan blev berömd över en natt. Han sågs som representant för det sena 60-talets ungdomsrörelse, fast det sades att han föraktade hippies . Boken har sålt över 4 miljoner exemplar och översatts till flera språk. 
Brautigan publicerade fyra diktsamlingar och en roman till (In Watermelon Sugar, I sockret av meloner) under sextiotalet. Den sistnämnda är en egenartad historia som ibland uppfattats som en science fictionberättelse i en postapokalyptisk värld, men man har också sett referenser till den samtida hippiekulturens kollektivboenden. Våren 1967 var han Poet-in-Residence vid California Institute of Technology och skrev diktsamlingen All Watched Over by Machines of Loving Grace, som trycktes i enbart 1 500 exemplar som delades ut gratis. Under 1970-talet experimenterade han med olika litterära genrer och skrev flera romaner och novellsamlingen Revenge of the Lawn (Gräsmattans hämnd)  1971. Romanen The abortions huvudperson är bibliotekarie i ett märkligt bibliotek som enbart tar emot opublicerade verk, allt från barns teckningar och berättelser till åldringars opublicerade memoarer och The Hawkline Monster (Hawklinemonstret) är en absurd historia i en westernliknande miljö. 
”När 60-talet slutade var han barnet som kastades ut med badvattnet”, sade hans vän och författarkollega, Thomas McGuane, och syftar på att Brautigans popularitet avtog under 1970-talet och in på 1980-talet. Hans verk var dock fortfarande populära i Europa och i Japan, som han besökte flera gånger.
Från slutet av 1968 till februari 1969 arbetade Brautigan på ett spoken wordalbum för Beatles kortlivade skivbolag Zapple. Bolaget upphörde efter att bara gett ut två skivor och hann aldrig ge ut Brautigans skiva men den gavs istället ut 1970 av Harvest Records som Listening to Richard Brautigan. Skivan innehöll inte bara inspelningar där Brautigan läste upp dikter och noveller och ett stycke ur Öringfiske i Amerika utan Brautigan spelade också in ljud från sitt hem: som när han borstar tänderna, klär på sig, rakar sig, pratar i telefon etc.
Brautigans stil karakteriseras av en anmärkningsvärd och humoristisk fantasi. Hans uppfinningsrika metaforer ger hans prosa en känsla av poesi. Tydliga är också tankegångar från Zenbuddhismen och inslag av japansk kultur i vissa senare verk, som Sombrero Fallout: A Japanese Novel. Med sin sista roman, So the Wind Won't Blow It All Away (1982) återvänder han till sin traumatiska barndom, även om boken innehåller många fiktiva element. I boken skjuter en pojke i misstag en vän till döds, medan Brautigan som barn (se ovan) bara lindrigt skadade en kamrat i en liknande olycka. 
Brautigan begick självmord, och självmord är temat för  An Unfortunate Woman: A Journey, skriven 1982 men utgiven postumt 1994. Den kvinnliga huvudpersonen är döende i cancer och gör efter sin bäste väns självmord upprepade försök att ta sitt liv innan hon beslutar sig för att avstå och istället dö i sin cancer.

### Privatliv
Brautigan gifte sig med Virginia Dionne Alder i Reno i Nevada 8 juni 1957. De fick en dotter, Ianthe Elizabeth Brautigan, född 25 mars 1960. De skildes julafton 1962, men skilsmässan slutfördes inte förrän 1970. Efter skilsmässan fortsatte Brautigan sin karriär, medan Alder engagerade sig i medborgarrättsrörelsen och motståndet mot Vietnamkriget. Dottern Ianthe Brautigan har skrivit en självbiografi, You can't catch death (i svensk översättning av Charlotte Hjukström som Det finns inga självmordsbaciller, Bakhåll, 2010).
Brautigan gifte om sig med Akiko Yoshimura 1 december 1977. De hade träffats i Tokyo men bodde som gifta i Montana. De skilde sig 1980.
Brautigan hade ett förhållande med Marcia Clay mellan 1981 och 1982. Andra flickvänner var Janice Meisner, Marcia Pacaud, Valerie Estes och Sherry Vetter. Pacaud och Vetter förekom på omslagen till Brautigans böcker och Estes syns på omslaget till skivan Listening to Richard Brautigan. 
Brautigan led av depressioner och var alkoholist; enligt hans dotter pratade han i åratal om självmord, innan han till slut tog sitt liv 1984. Brautigan efterlämnade båda sina föräldrar, två ex-fruar och sin dotter Ianthe när han 49 år gammal sköt sig i huvudet med en Magnum 44 i sitt hus i Bolinas i Kalifornien. Det exakta dödsdatumet är okänt, men det har spekulerats i att Brautigan begick självmord 14 september 1984 efter ett telefonsamtal med den före detta flickvännen Marcia Clay. Kriminalinspektör Robert Yench fann Richard Brautigans kraftigt förruttnade kropp 25 oktober 1984, på golvet i Brautigans vardagsrum.

### Romaner
- A Confederate General From Big Sur (1964, ISBN 0-330-23565-6)
- Trout Fishing in America (1967 ISBN 0-395-50076-1)
- In Watermelon Sugar (1968 ISBN 0-440-34026-8)
- The Abortion: An Historical Romance 1966 (1971 ISBN 0-671-20872-1)
- The Hawkline Monster: A Gothic Western (1974 ISBN 0-671-21809-3)
- Willard and His Bowling Trophies: A Perverse Mystery (1975 ISBN 0-671-22065-9)
- Sombrero Fallout: A Japanese Novel (1976 ISBN 0-671-22331-3)
- Dreaming of Babylon: A Private Eye Novel 1942 (1977 ISBN 0-440-02146-4)
- The Tokyo-Montana Express (1980 ISBN 0-440-08770-8)[9]
- So The Wind Won't Blow It All Away (1982 ISBN 0-395-70674-2)
- An Unfortunate Woman: A Journey (1982, men inte utgiven förrän 1994 ISBN 0-312-27710-5)

### Lyrik
- The Return of the Rivers (1958)
- The Galilee Hitch-Hiker (1958)
- Lay the Marble Tea (1959)
- The Octopus Frontier (1960)
- All Watched Over by Machines of Loving Grace (1963)
- Please Plant This Book (1968)
- The Pill versus the Springhill Mine Disaster (1969)
- Rommel Drives on Deep into Egypt (1970)
- Loading Mercury with a Pitchfork (1971 ISBN 0-671-22263-5. ISBN 0-671-22271-6 pbk)
- June 30th, June 30th (1978 ISBN 0-440-04295-X)
- The Edna Webster Collection of Undiscovered Writings (1999 ISBN 0-395-97469-0)

### Novellsamlingar
- Revenge of the Lawn, (1971, ISBN 0-671-20960-4)

### Opublicerade verk
- The God of the Martians 1955-1956 [10]

### Skivinspelningar
- Listening to Richard Brautigan 1973

### I svensk översättning
- I sockret av meloner (In watermelon sugar) (översättning Caj Lundgren, Bonniers, 1971)
- Öringfiske i Amerika (Trout fishing in America) (översättning Caj Lundgren, Bonniers, 1971)
- Hawklinemonstret (The Hawkline monster) (översättning Caj Lundgren, Wahlström & Widstrand, 1976)
- Det amerikanska hotellet [dikter] (urval och tolkning av Peter Falck, Bo Cavefors förlag, 1976)
- Gräsmattans hämnd: berättelser 1962-1970 (Revenge of the lawn) (översättning Jonas Ellerström, Bakhåll, 2009)
- Glödlampan bara fortsätter att lysa: dikter 1953-1984 (urval, översättning och kommentarer: Jonas Ellerström, Ellerströms förlag, 2013)